# Rourell
Rourell (oficialmente en catalán El Rourell) es un municipio de la comarca del Alto Campo en la provincia de Tarragona, comunidad autónoma de Cataluña, España. 

## Historia
El lugar, parece ser que originalmente y al menos en parte se encontraba integrado dentro del extenso término municipal de Codony. Fue donado entre los años 1150 y 1158 a Berenguer de Molnells por parte de Ramón Berenguer IV y del arzobispo Bernat de Tort. Al ingresar Berenguer de Molnells en la orden del Temple, hizo donación y desde entonces el Rourell tuvo un papel importante dentro de la organización templaria. Así se formó la Comanda del Rourell, dependiente de la de Barberá. Antes de la extinción de la orden pasó a la mitra tarraconense. Tuvieron derecho los Plegamans y los Baldrich, marqueses de Vallgornera, propietarios de gran parte del término. Se puede afirmar que hasta hace pocos años, el Rourell conservaba aún aspectos significativos de la época feudal.

## Toponimia
El topónimo de Rourell es un derivado de la palabra catalana roure que en castellano significa roble, árbol que se encuentra dibujado en el escudo del pueblo.

## Geografía humana

### Demografía
Cuenta con una población de 403 habitantes (INE 2024).
| Gráfica de evolución demográfica de Rourell entre 1842 y 2021 |
| |
| Población de derecho según los censos de población del INE Población de hecho según los censos de población del INEEn estos censos se denominaba Raurell: 1842, 1857, 1860, 1877, 1887, 1897 y 1900 En estos censos se denominaba Rourell: 1910, 1920, 1930, 1940, 1950, 1960, 1970 y 1981 |

Rourell está formado por un único núcleo o entidades de población. 
| 484                        | 491 | 394 | 262 | 354 |
| (Fuente: [cita requerida]) |     |     |     |     |

- Gráfico demográfico de Rourell entre 1717 y 2006

1717-1981: población de hecho; 1990-: población de derecho

## Administración y política
| Periodo   | Nombre                | Partido |
| --------- | --------------------- | ------- |
| 2003-2007 | Vicente Palau Roca    | PSC     |
| 2007-2011 | Pedro Guerrero Martín | CiU     |
| 2011-2015 | Carme Basora Ventura  | CiU     |
| 2015-2019 | Carme Basora Ventura  | CiU     |